# Charlotte Clasis
Charlotte Clasis, de son vrai nom Charlotte Boyer, est une actrice française née le 20 septembre 1891 à Caen (Calvados), morte le 17 avril 1974 à Boulogne-Billancourt (Hauts-de-Seine). Elle fut l'un des derniers modèles du peintre Auguste Renoir.

## Théâtre
- 1907 : L'Affaire des poisons de Victorien Sardou, théâtre de la Porte-Saint-Martin
- 1911 : Aux jardins de Murcie de José Feliu y Codina, mise en scène Firmin Gémier
- 1922 : Martine de Jean-Jacques Bernard, mise en scène Gaston Baty, théâtre des Mathurins
- 1922 : La Farce de Popa Ghéorghé d'Adolphe Orna, mise en scène Gaston Baty, Baraque de la Chimère
- 1924 : L'Homme et ses fantômes d'Henri-René Lenormand, mise en scène Firmin Gémier, théâtre de l'Odéon
- 1924 : L'homme qui n'est plus de ce monde de Lucien Besnard, théâtre de l'Odéon
- 1925 : La Robe d'un soir de Rosemonde Gérard, mise en scène Firmin Gémier, théâtre de l'Odéon
- 1926 : Le Bonheur du jour d'Edmond Guiraud, théâtre de l'Odéon
- 1928 : La Belle Aventure de Gaston Arman de Caillavet, Robert de Flers, Étienne Rey, théâtre de l'Odéon
- 1929 : Amphitryon 38 de Jean Giraudoux, mise en scène Louis Jouvet, Comédie des Champs-Élysées
- 1931 : Le Général Boulanger de Maurice Rostand, mise en scène Émile Couvelaire, Théâtre de la Porte Saint-Martin
- 1935 : Malvina de Maurice Donnay, Henri Duvernois, Reynaldo Hahn, Gaîté lyrique
- 1938 : Noces de sang de Federico García Lorca, mise en scène Marcel Herrand, théâtre de l'Atelier
- 1938 : La Sauvage de Jean Anouilh, mise en scène Georges Pitoëff, Théâtre des Mathurins
- 1938 : Balalaika de Eric Maschwitz (en), George Posford et Bernard Grun, théâtre Mogador
- 1944 : La Jeune Fille Violaine de Paul Claudel, mise en scène Maurice Leroy, salle d'Iéna, Les Jongleurs de Paris
- 1952 : Les Derniers Outrages de Robert Beauvais, mise en scène Jean Wall, Théâtre des Célestins
- 1952 : Robinson de Jules Supervielle, mise en scène Jean Le Poulain, théâtre de l'Œuvre
- 1953 : La Dévotion à la croix de Pedro Calderón de la Barca, mise en scène Marcel Herrand
- 1957 : Pygmalion de George Bernard Shaw, mise en scène Jean Marais, Théâtre des Célestins
- 1959 : Les Possédés d'Albert Camus d'après Fiodor Dostoïevski, mise en scène Albert Camus, théâtre Antoine
- 1963 : Noces de sang de Federico García Lorca, mise en scène Bernard Jenny, théâtre du Vieux-Colombier

## Filmographie
- 1925 : La Fille de l'eau : Madame Maubien
- 1931 : Le Blanc et le Noir : Mme Massicaud
- 1932 : Prenez garde à la peinture d'Henri Chomette
- 1933 : Plein aux as
- 1934 : J'ai une idée de Roger Richebé : la tante Dorothée
- 1934 : Sapho : Divonne
- 1935 : La Route heureuse : Marthe Venieri
- 1936 : Monsieur est saisi de René Sti (court métrage)
- 1937 : La Dame de Malacca : l'amie d'Audrey
- 1937 : Ma petite marquise
- 1938 : Êtes-vous jalouse ?
- 1938 : La Bête humaine : Tante Phasie, la marraine de Lantier
- 1939 : L'Intrigante
- 1940 : La Nuit merveilleuse : la servante
- 1942 : L'assassin a peur la nuit : la grand-mère
- 1942 : La Belle Aventure, de Marc Allégret : La tante
- 1942 : Promesse à l'inconnue : la mère Honoraz
- 1945 : Félicie Nanteuil
- 1950 : Minne, l'ingénue libertine de Jacqueline Audry
- 1952 : Son dernier Noël : grand-mère Fabrèze